# Sumol
Sumol ist eine über 50 Jahre alte portugiesische Getränkemarke, die im Eigentum der Firma Sumol+Compal Marcas SA steht. Diese ist eine 100%ige Tochter der Sumol+Compal SA. Unter der Marke Sumol werden Erfrischungsgetränke und Fruchtsäfte mit Kohlensäure produziert.

## Sorten
Aktuell im portugiesischen Sortiment befinden sich:

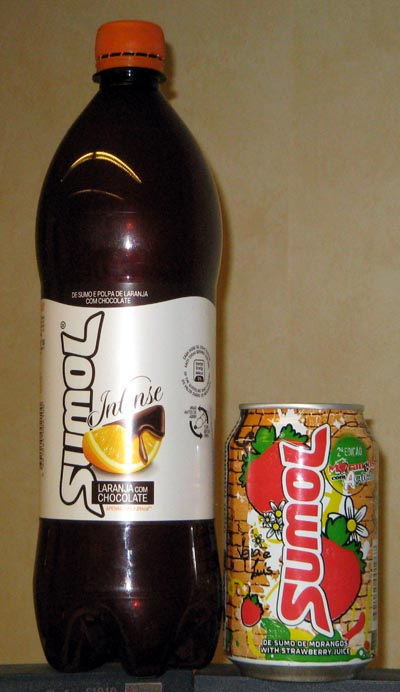
Links: Flasche Sumol Intense; rechts: Sumol Morango

| Geschmacksrichtung     | Übersetzung                                     | Einführungsjahr |
| ---------------------- | ----------------------------------------------- | --------------- |
| Laranja                | Orange                                          | 1954            |
| Ananás                 | Ananas                                          | 1958            |
| Maracujá               | Maracuja                                        | 1994            |
| Manga                  | Mango                                           | 2006            |
| Laranja Zero           | Orangenerfrischungsgetränk ohne Zuckerzusatz    | 2005            |
| Ananás Zero            | Ananaserfrischungsgetränk ohne Zuckerzusatz     | 2005            |
| Bliss Maçã             | Apfelsaft mit Kohlensäure versetzt              | 2009            |
| Bliss Frutos Vermelhos | Rote Früchte mit Kohlensäure versetzt           | 2009            |
| Summer Fest            | Guave, Mango und Apfel mit Kohlensäure versetzt | 2011            |

Nicht mehr produzierte Sorten sind:
- Ice Manga-Mint (Mango-Minze)
- Morango (Erdbeere)
- Green (Apfel-Kiwi)
- Red (Blutorange-Grapefruit)
- Intense (Schokolade-Orange)

## Zutaten
Für die Sorte Laranja sind auf der Verpackung folgende Zutaten verzeichnet:
Orangensaftgetränk: Wasser mit Kohlensäure, Orangensatz mit Fruchtfleisch (10 %), Zucker, Glucose-Fructose-Sirup, Säuerungsmittel: Zitronensäure, Aroma, Konservierungsmittel Kaliumsorbat und Vitamin C.

## Nährwertangaben
Für die Sorte Laranja sind auf der Verpackung folgende Nährwertangaben gemacht:
| Brennwert        | Proteine | Kohlenhydrate | Fett | Ballaststoffe | Natrium | Vitamin C |
| ---------------- | -------- | ------------- | ---- | ------------- | ------- | --------- |
| 183 kJ (43 kcal) | 0 g      | 10,8 g        | 0 g  | 0 g           | 0 g     | 8 mg      |

## Verpackung
Im Einzelhandel werden die Produkte in folgenden Verpackungseinheiten angeboten:
- 0,25 Liter Glasflasche
- 0,33 Liter Dose
- 0,5 Liter PET-Flasche
- 1,5 Liter PET-Flasche
- 2 Liter PET-Flasche

## Geschichte

Logo der Marke Sumol bis 2011

Im Jahr 1954 wurde im portugiesischen Algés die erste Flasche Sumol in der Geschmacksrichtung Orange verkauft. Am 20. Dezember 1954 wurde die Marke eingetragen. Die letzte Überarbeitung des Markenlogos erfolgte im Juni 2011. Das Markenlogo Sumol trägt den Zusatz Original desde 1954 (port. ‚Original seit 1954‘).

## Kommunikation

### Testimonials
Testimonials für die Marke waren:
- TV-Star Herman José (1978)
- Rockband Xutos & Pontapés (1992)
- Fußballspieler Deco (2004)
- Fußballspieler Tiago (2004)
- Fußballspieler Ricardo Sá Pinto (2004)
- Fußballspieler Maniche (2005)
- Fußballspieler Miguel (2005)
- Bodyboarder João Barciela (2005)
- Bodyboarderin Teresa Duarte (2005)
- Kitesurfer Francisco Lufinha (2005)

### Sponsoring
Musik 
- Lisboa Parade (2005)
- Rock in Rio Lissabon

Sport
Sumol hat im Jahr 2005 diverse Sportveranstaltungen gesponsert. Es handelte sich dabei um Bodyboard-Meisterschaften, die Kiteboard Tour 2005 und ein Fußballturnier bei dem 11- bis 17-Jährige teilnehmen konnten.

## Bilder

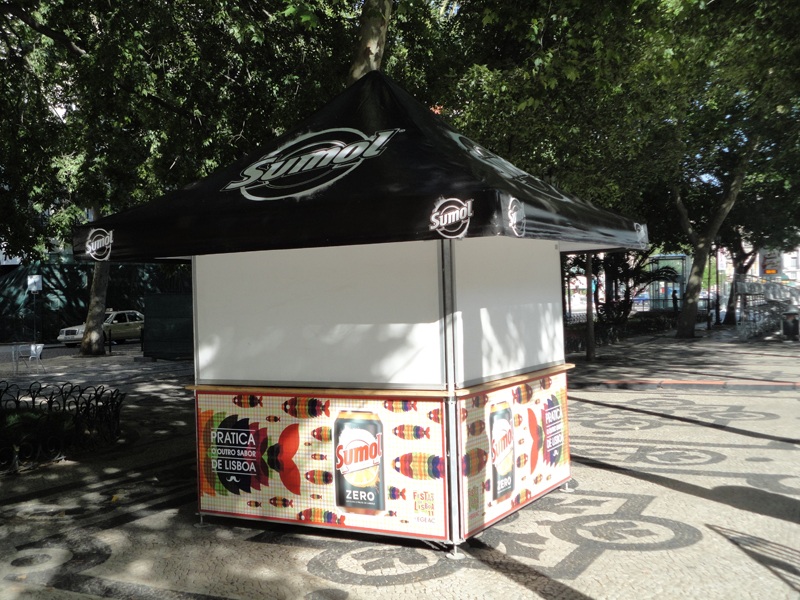
Verkaufsstand auf einem Volksfest
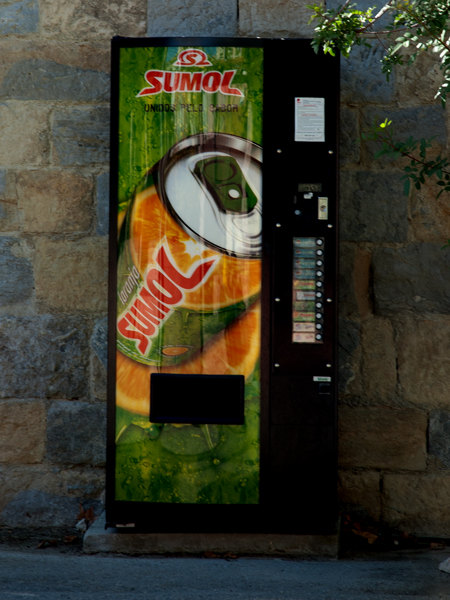
Getränkeautomat